# The Adventures of Super Mario Bros. 3
The Adventures of Super Mario Bros. 3 (Nederlandse titel: De Avonturen van Super Mario Bros. 3) is een Amerikaanse animatieserie gebaseerd op het computerspel Super Mario Bros. 3. De serie werd origineel uitgezonden op NBC van 8 september tot en met 1 december 1990. Het is het tweede van drie televisieprogramma's die op een Mario-spel gebaseerd zijn naast The Super Mario Bros. Super Show! en Super Mario World.

## Rolverdeling
| Personage          | Originele stem      | Nederlandse stem |
| ------------------ | ------------------- | ---------------- |
| Mario              | Walker Boone        | Sander de Heer   |
| Luigi              | Tony Rosato         | Fred Meijer      |
| Princess Toadstool | Tracey Moore        | Edna Kalb        |
| Toad               | John Stocker        | Ewout Eggink     |
| King Koopa         | Harvey Atkin        | Hero Muller      |
| Larry Koopa        | James Rankin        | Fred Meijer      |
| Morton Koopa Jr.   | Dan Hennessey       | Just Meijer      |
| Wendy O. Koopa     | Tabitha St. Germain | Laura Vlasblom   |
| Lemmy Koopa        | Stuart Stone        | Ewout Eggink     |
| Iggy Koopa         | Tara Charendoff     | Ewout Eggink     |
| Roy Koopa          | Gordon Masten       | Just Meijer      |
| Ludwig von Koopa   | Michael Stark       | Jody Pijper      |